# تيلي هال
تيلي هال (بالإنجليزية: Tally Hall)‏ (12 مايو 1985 بمقاطعة كينغ في الولايات المتحدة - ) هو لاعب كرة قدم أمريكي في مركز حراسة المرمى. لعب مع أورلاندو سيتي ودي.سي. يونايتد ونادي إيسبيرغ وهيوستن دينامو وكولورادو رابيدز يو-23 ‏.

## وصلات خارجية
- تيلي هال على موقع الدوري الأمريكي (الإنجليزية)
- تيلي هال على موقع قاعدة بيانات كرة القدم.إي يو (الإنجليزية)
- تيلي هال على موقع Soccerbase.com (لاعب) (الإنجليزية)
- تيلي هال على موقع Soccerway.com (الإنجليزية)
- تيلي هال على موقع عالم كرة القدم.نت (الإنجليزية)
- تيلي هال على موقع AS.com (الإسبانية)